# اف درو گفنی
فرنسیس اندرو "درو" گفنی (به انگلیسی: Francis Andrew "Drew" Gaffney) فضانورد اهل کشور ایالات متحده آمریکا است که در ۹ ژوئن ۱۹۴۶ میلادی در کارلزبد، نیومکزیکو زاده شد. وی در مأموریت اس‌تی‌اس-۴۰ حضور داشته است.